# مسابقه تسلیحاتی

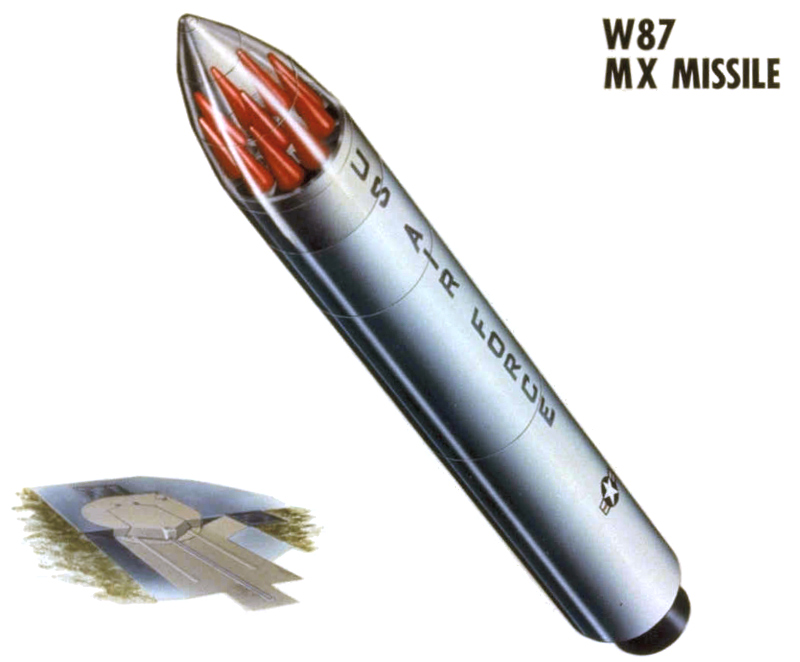
تصویری از مسابقه تسلیحاتی

مسابقه تسلیحاتی در کاربرد کلاسیک به معنای رقابت بین دو یا چند گروه بر سر مالکیت بهترین نیروهای رزمی است. در این فرایند هر طرف تلاش می‌کند تا تعداد بیشتری سلاح، اندازه بزرگتری ارتش یا سطح بالاتری از فناوری نظامی را کسب کند. در حال حاضر این عبارت در جایی به کار می‌رود که دو یا چند گروه بدون داشتن هدف نهایی تلاش کنند تا فقط از همدیگر پیشی بگیرند.
از معروف‌ترین مسابقه‌های تسلیحاتی در عصر جدید می‌توان ایالات متحده و شوروی را در جنگ سرد نام برد. امروزه می‌توان مسابقهٔ تسلیحاتی در بُعد کوچکتر در برخی کشورهای جهان نظیرِ، هند و پاکستان و همچنین چین و تایوان مشاهده کرد.

## مسابقه تسلیحاتی دریایی پیش از جنگ جهانی اول
نگرانی از افزایش توان دریایی امپراتوری آلمان در اواخر سده بیستم، موجب عکس‌العمل بریتانیا شد. ظهور اچ‌ام‌اس دریدنوت، نخستین کشتی جنگی بزرگ نوین با طراحی «تمام بزرگ‌توپ»، قابلیت شلیک دور برد و پیش‌ران بخار، یک مسابقه تسلیحاتی دریایی بزرگ بین طرفین به راه انداخت. این کشتی پر خرج آلمان را وادار کرد پاسخ درخوری رو کند یا شکست را بپذیرد. ویلهلم دوم، امپراتور آلمان که کشورش پس از بریتانیا، فرانسه و امپراتوری روسیه، در جایگاه چهارم توان دریایی برآورد می‌شد، به صراحت گفت: «نیزه سه‌شاخ باید در مشت ما باشد.» نیزه سه‌شاخ متعلق به پوزئیدون، خدای دریا در اساطیر باستانی، نماد سنتی قدرت دریایی است که برای مدتی طولانی در سیطره بریتانیا بود. این مسئله نقاط ضعف مالی امپراتوری آلمان را با افزایش هزینه هر نبردناو و مجبور کردن آن به بازسازی کانال قیصر ویلهلم بین دریای بالتیک و دریای شمال، هدف گرفت. پس از سال ۱۹۰۵ بریتانیا با افزایش مستمر بزرگی، توان آتش و هزینه نبردناوها فشار شدید بر بودجه آلمان را حفظ کرد؛ به گونه‌ای که به عقیده عده‌ای خود دریدنوت نیز هنگام ورود به خدمت در نیروی دریایی بریتانیا در ماه دسامبر سال ۱۹۰۶، منسوخ به حساب می‌آمد. بریتانیا خود بودجه نیروی دریایی را از ۲۱٫۸ میلیون پوند در سال ۱۸۹۷ به ۳۵٫۵ میلیون پوند در سال ۱۹۰۴ رساند. در این مدت ۲۴ نبردناو جدید به ناوگان خود افزود تا در این زمینه از قدرت رو به افزایش آلمان همچنان جلوتر باشد. ساخت ۹ دریدنوت در سال ۱۹۰۹ توسط بریتانیا اساساً رقابت تسلیحاتی را به پایان رساند و هنگامی که کار بر روی این کشتی‌ها در سال ۱۹۱۲ اتمام یافت، آلمان شکست را پذیرفت.

## یادداشت
1. ↑  All-big gun